# Alpheus Hyatt
Alpheus Hyatt (5 aprile 1838 – 15 gennaio 1902) è stato uno zoologo e paleontologo statunitense.
| Hyatt è l'abbreviazione standard utilizzata per le specie animali descritte da Alpheus Hyatt. Categoria:Taxa classificati da Alpheus Hyatt |